# 欧特伊教堂站
欧特伊教堂站（法語：Église d'Auteuil）是法国巴黎地铁10号线的一个车站，位于巴黎十六区。8号线车站于1913年9月30日启用，于1937年7月27日随8号线部分路段一同转为10号线。

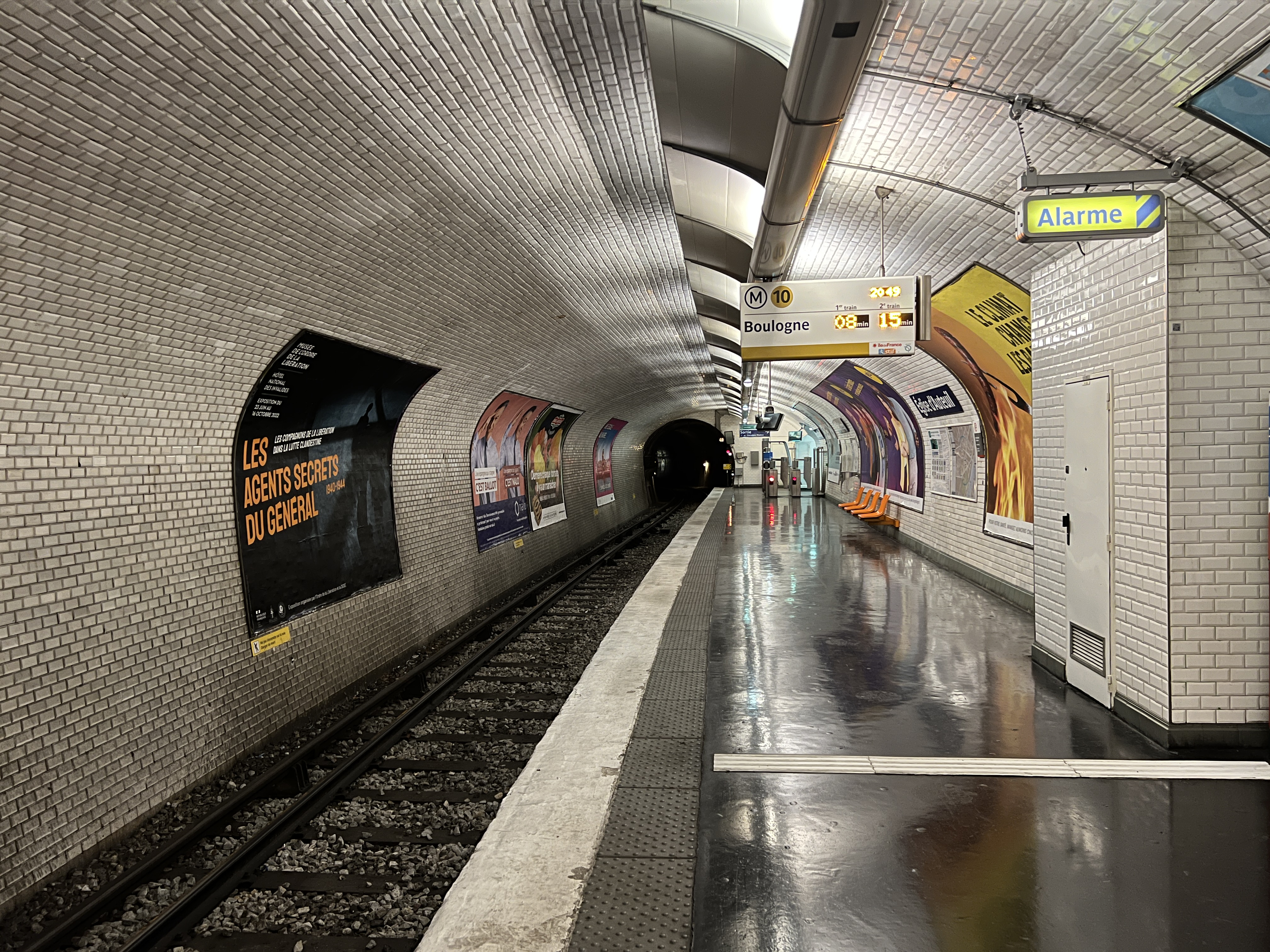
月台（2022年7月）

## 車站結構
| 街道層   |                    |                                        |
| B1       | 夾層               |                                        |
| 側式月台 | 側式月台，右側開門 | 側式月台，右側開門                     |
| 側式月台 | 西行               | 往布洛涅-聖克盧橋（米开朗基罗-欧特伊） |